# Àngel Burgas i Trèmols
Àngel Burgas Trèmols (Figueres, 8 d'agost de 1965), és un escriptor català.
Passa els primers 18 anys entre la capital de l'Empordà i Roses, població veïna i de mar que apareix sovint en els seus escrits (MAX, Les vacances d'un senyor de Malmö, Show, L'habitació d'en Lionel...). El seu pare, Vicenç Burgas (Sant Feliu de Guíxols 1930 - Figueres 1992) era telegrafista, periodista i poeta, i la seva mare, Carme Trèmols, professora de dansa.
A Figueres s'inicia en els tres àmbits: llegeix molts llibres i escriu poemes i narracions, participa en exposicions de pintura i és alumne de Josep Ministral a qui substitueix més endavant portant un taller de plàstica per infants. Forma el seu grup de teatre, Tarima de Joc, amb el qual estrena Tartan del mico, de Terenci Moix i després L'Eixarranca, a partir d'una idea pròpia.
Estudia Belles Arts a la Universitat de Barcelona (1983-1988) És un amant del cinema i col·lecciona postals kitsh sobre ciutats, espais, tradicions, monuments i gastronomia. En el seu estudi/biblioteca d'escriptor acostuma a treballar de dia i sense música. És disciplinat i es concentra amb facilitat. Estructura la seva feina en tres fases (concepció mental, escriptura i correcció) i amb la presència constant dels clàssics quan escriu per a joves.

## Premis literaris
- Premi Mercè Rodoreda 2001, (Proa/Òmnium Cultural), per l'obra Adéu.[6]
- Premi de la crítica Serra d'Or de narració 2003, per l'obra Adéu.
- Premi Joaquim Ruyra[7] 2003, (La Galera/ Òmnium Cultural) per l'obra MAX.
- Premi Ramon Vinyes de teatre 2004,[8] (Ajuntament de Berga) per l'obra Una peça de Jenny Hollan.
- Premi Josep M. Folch i Torres 2006,[8] (La Galera/Òmnium Cultural) per l'obra El club de la cistella.
- 1r Premi La Galera Jóvenes Lectores 2008[9] per Segon trimestre.
- Crítica Serra d'Or 2013 de novel·la juvenil[10] per Noel et Busca (La Galera 2012).
- 18è Premi de Literatura Protagonista Jove 2014[11] per Noel et Busca.

## Obra
- Barcelona escape room. Hospitalet de Llobregat: Grup Promotor, S.L, 2022. 232 p.[12]
- E. M. : nova incorporació al club de la cistella. Barcelona: La Galera, 2020. 223 p.[13]
- Els Dies del Rainbow. Figueres : Brau, 2019. 317 p.[14]
- La Meva vida nova. Barcelona : Edebé, 2019. 99 p.[15]
- Tots estimem l'Emma. Barcelona : La Galera, 2018. 239 p. ISBN 9788424663254
- L'Actor Lucas Bilbo. Barcelona : Edebé, 2017. 216 p. ISBN 978-84-683-3129-4
- La Mirada indiscreta. Barcelona : Bambú, 2015[16]
- Dies feliços : nou curs al club de la cistella. Barcelona : La Galera, 2015[17]
- Kamal i els alfabetistes. Barcelona, Edebé, 2015. ISBN 978-84-683-1594-2
- Kalimán en Jericó. Bambú Editorial. Barcelona, 2014. ISBN 9788483433102
- Noel et busca. Barcelona : La Galera, 2014
- Una Cançó per a Susanna. Barcelona : La Galera, 2013
- L'Edat del despertar. La Galera. Barcelona, 2012 (també en castellà)
- L'ocupant. Oxford University Press. Madrid 2010 (també en castellà i en gallec)
- Pequeñas historias del Globo. Text: Àngel Burgas. Il·lustracions d'Ignasi Blanch. Editorial Bambú. Barcelona 2010
- Figueres insòlita. Text: Àngel Burgas. Fotografies de Mireia Coll. Impremta Pagès, Anglès 2009
- ·Mira'm. Contes de vides especials. Textos de Mercè Foradada, Ada Castells, Màrius Serra, Elisabet Pedrosa, Àngel Burgas, Miquel Pairolí, Josep Maria Fonalleras, Rafael Vallbona i Margarida Aritzeta. Cossetània editors. Valls 2009.
- L'habitació d'en Beckwitt. Editorial Empúries. Barcelona, 2009. Col·lecció Empúries Narrativa 341. 312 pàgines. ISBN 978-84-9787-392-5
- Segon trimestre. Editorial La Galera. Barcelona, 2009. 204 pàgines. ISBN 978-84-246-3110-9
- Una cançó per a Susanna. La Galera. Barcelona, 2008. Col·lecció Nàufrags número 2. 197 pàgines. ISBN 978-84-246-3033-1
- Una peça de Jenny Hollan. Edicions de l'Albí. Berga, 2008. 138 pàgines. ISBN 978-84-89751-11-8
- Operació Kioto. Alfaguara - Grup Promotor. Barcelona, 2007. Pàg: 267. ISBN 978-84-7918-244-1
- El club de la cistella. La Galera. Barcelona, 2007. Col·lecció Grumets blaus núm 185. Pàg: 139. ISBN 978-84-246-5493-1
- La fi d'Europa. RBA - La Magrana. Barcelona, 2006. Col·lecció Les ales esteses n 193. 240 pàg. ISBN 84-7871-540-1
- Max. La Galera. Barcelona, 2004. Col·lecció El Corsari núm 63. Pàg: 221. ISBN 978-84-246-8263-7
- Petites històries subterrànies. Editorial Casals. Barcelona, 2003. Casals jove núm 56. Pàg: 129. ISBN 84-218-2971-8
- L'anticlub. La Galera. Barcelona, 2002. Col·lecció Grumets blaus núm 135. Pàg: 173. ISBN 84-246-9535-6.
- Adéu. Editorial Proa. Barcelona, 2002. Col·lecció Beta n 106. Pàg: 190. ISBN 84-8437-371-1
- Petites històries del globus. Editorial Casals. Barcelona, 2001. Casals Jove núm 49. Pàg: 73. ISBN 84-218-2435-X
- Show. Proa. Barcelona, 1999. Col·lecció Beta, n 22. Pàg: 219. ISBN 84-8256-853-1
- L'eixarranca. Obra de teatre representada per Tarima de Joc, l'any 1987.[4]
- Petó públic. Obra de teatre representada per Mentidera Teatre a la Sala Planeta de Girona, l'any 2008.[4]